# (6334) Robleonard
(6334) Robleonard est un astéroïde de la ceinture principale.

## Description
(6334) Robleonard est un astéroïde de la ceinture principale. Il fut découvert le 27 juin 1992 à l'observatoire Palomar par Gregory J. Leonard. Il présente une orbite caractérisée par un demi-grand axe de 2,41 UA, une excentricité de 0,04 et une inclinaison de 3,3° par rapport à l'écliptique.

## Compléments